# Узлісся (Старобільський район)
Узлі́сся — село в Україні, у  Біловодській селищній громаді Старобільського району Луганської області.
Населення становить 68 осіб.

## Населення
За даними перепису 2001 року населення села становило 68 осіб, з них 91,18% зазначили рідною мову українську, а 8,82% — російську.